# Sporonana robusta
Sporonana robusta är en kräftdjursart som beskrevs av Just och Wilson 2004. Sporonana robusta ingår i släktet Sporonana och familjen Paramunnidae. Inga underarter finns listade i Catalogue of Life.